# Hanriot H.41
L'Hanriot H.41 e la serie di modelli da lui derivati, fu un aereo da addestramento monomotore, biposto e biplano, sviluppato dall'azienda aeronautica francese Société Anonyme des Appareils d'Aviation Hanriot nei primi anni venti.
Estrema evoluzione dell'originale HD.14 ma derivato più direttamente dal precedente HD.17 e dagli aggiornamenti strutturali introdotti nella variante aeroambulanza HD.40, non riuscì ad ottenere il successo commerciale sperato. Migliore fu il riscontro avuto con la sua versione idrovolante a scarponi, la HD.41H , la quale venne prodotta in numero più rilevante, sia dall'azienda francese che su licenza nel Regno di Jugoslavia.

## Versioni e varianti
H.41
versione biposto da addestramento.
H.410
variante equipaggiata con motore Lorraine 5Pa, realizzata in 5 esemplari.
H.411
variante equipaggiata con motore Salmson 7Ac, realizzata in 2 esemplari.
LH.412
variante equipaggiata con motore Lorraine 5Pb, realizzata in 4 esemplari più 3 conversioni di H.410.
HD.41H (Hydro)
variante idrovolante a scarponi equipaggiata con motore radiale Salmson 9Ac, realizzata in 12 esemplari dalla Hanriot più 10 su licenza dalla fabbrica statale "Zmaj" Zemun in Jugoslavia.

## Utilizzatori
Grecia
- Ellenikì Polemikì Aeroporia
- Vasilikòn Naftikòn

 Jugoslavia
- Jugoslovenska kraljevska ratna mornarica

 Portogallo
- Serviços da Aeronáutica Naval